# هموفیلوس اژیپتیوس
هموفیلوس اژیپتیوس یا هموفیوس آنفلوآنزا بیوگروه اژیپتیوس عامل بیماری التهاب ملتحمه چرکی(به انگلیسی: pink eye)  است. این باکتری به‌طور جداگانه در دهه ۱۸۸۰ توسط دو دانشمند به نام‌های رابرت کخ و ویکس (به انگلیسی: Weeks) کشف شد. در دهه ۱۹۸۰ و اوایل دهه ۱۹۹۰، بیماری دیگری به نام تب پورپوریک برزیلی (به انگلیسی: Brazilian purpuric fever) را به هموفیلوس اژیپتیوس نسبت دادند. این بیماری، اولین بار در سائوپائولوی برزیل دیده شد. تب پورپوریک برزیلی به صورت سپتی سمی (عفونت خون) برق‌آسا و مرگبار در کودکان دیده شده است.